# 10 mars 1990
Le samedi 10 mars 1990 est le 69e jour de l'année 1990.

## Naissances
- Ahmed Sylla, acteur et humoriste français
- César Domboy, acteur français
- Calle Lindh, skieur alpin suédois
- Carles Grau, gardien international espagnol de rink hockey
- Claudia Steger, joueuse de volley-ball allemande
- Fernando Reis, haltérophile brésilien
- Inna Deriglazova, escrimeuse russe
- Iván López, athlète chilien
- Leonardo Henrique Santos de Souza, joueur de football brésilien
- Luke Rowe, coureur cycliste britannique
- Mike Adams, joueur américain de football américain
- Rania El Kilali, judokate marocaine
- Ryan Nassib, joueur américain de football américain
- Shawn Lalonde, joueur de hockey sur glace canadien
- Stefanie Vögele, joueuse de tennis suisse
- Suwaibou Sanneh, sprinter gambien
- Tina Trebec, joueuse de basket-ball slovène
- Víctor García, pilote automobile professionnel espagnol

## Décès
- Dan MacManus (né le 14 juin 1900), animateur d'effets spéciaux américain
- Daniel Clérice (né le 23 octobre 1912), acteur français
- Henri Hiro (né en 1944), poète polynésien
- Otto Schuhart (né le 1er avril 1909), militaire allemand
- Tseng Kwong Chi (né en 1950), photographe américain

## Événements
- Prosper Avril n'est plus président d'Haïti, poste qu'il occupait depuis le 18 septembre 1988.
- 'Mamohato redevient régente du royaume du Lesotho.
- Moshoeshoe II, roi du Lesotho, retourne en exil.
- Fin du championnat du monde de handball masculin 1990
- Création du club de football estonien FC Flora Tallinn